# Константа Леві
У математиці, стала Леві (іноді стала Хінчина-Леві) зустрічається у виразі для асимптотичної поведінки знаменників конвергентів ланцюгових дробів. 

## Загальний опис
У 1935 р. Радянський математик Олександр Хінчин показав, що знаменники {\displaystyle q_{n}} збіжників розкладів ланцюгових дробів майже всіх дійсних чисел задовольняють умову
{\displaystyle \lim _{n\to \infty }{q_{n}}^{1/n}=\gamma }
для деякої сталої {\displaystyle \gamma }. Незабаром, у 1936 році, французький математик Поль Леві вивів аналітичну формулу цієї константи, а саме
{\displaystyle \gamma =e^{\pi ^{2}/(12\ln 2)}=3.275822918721811159787681882\ldots } послідовність A086702 з Онлайн енциклопедії послідовностей цілих чисел, OEIS
Термін «стала Леві» іноді застосовують до сталої {\displaystyle \pi ^{2}/(12\ln 2)} (логарифм сталої {\displaystyle \gamma }), що приблизно дорівнює 1.1865691104… Значення можна вивести з асимптотичного математичного сподівання логарифму співвідношення сусідніх знаменників ланцюгового дробу використовуючи розподіл Гаусса-Хінчина. Зокрема, співвідношення є випадковою величиною з щільністю
{\displaystyle f(z)={\frac {1}{z(z+1)\ln(2)}}}
при {\displaystyle z\geq 1} і нулем у решті випадків. Звідси вираховуємо сталу Леві
{\displaystyle \ln(\gamma )=\int _{1}^{\infty }{\frac {\ln(z)}{z(z+1)\ln(2)}}dz=\int _{0}^{1}{\frac {\ln(z^{-1})}{(z+1)\ln(2)}}dz={\frac {\pi ^{2}}{12\ln(2)}}}.
Десятковий логарифм сталої Леві, що приблизно дорівнює 0,51532041…, є половиною обернення границі (n/m) теореми Лохса.